# طواف إيطاليا 2001
طواف إيطاليا 2001 هو سباق دراجات هوائية أقيم في إيطاليا بتاريخ 19 مايو - 10 يونيو، تكون السباق من 21 مرحلة وامتدّ لمسافة 3356 كم بسرعة 40.170 كم/س، استغرق السباق 89 ساعة 02 دقيقة 58 ثانية. فاز به الإيطالي جيلبرتو سيموني.